# Watkinson Dingbat
Die Watkinson Dingbat (auch Taylor-Watkinson Dingbat bzw. Ding-Bat) ist ein Ultraleichtflugzeug, das 1938 in einem Exemplar von Taylor-Watkinson in Großbritannien hergestellt wurde.

## Geschichte
Die beiden Konstrukteure der Maschine Cyril Taylor und Eric Watkinson trafen sich erstmals an der de Havilland Technical School, wo Taylor im Fach „Festigkeitslehre“ und Watkinson für „Flugzeugkonstruktion“ eingeschrieben war. Nach ihrem Abschluss traten beide mit 21 Jahren eine Stelle als Konstruktionszeichner bei British Aircraft an. Hier arbeiteten sie an der Eagle und Swallow dieses Herstellers. Motiviert vom Erfolg der zeitgenössischen Pou du ciel, begannen sie 1936 mit dem Entwurf eines eigenen Leichtflugzeugs, wobei vor allem die Gesichtspunkte geringes Gewicht, Robustheit und Praktikabilität im Vordergrund standen.
Ausgangspunkt der Dingbat-Konstruktion war ein Vierzylinder-Carden-Ford-Automotor der 30 PS leistete. Dieser wurde direkt an den oberen Longerons befestigt und kam so ohne die üblichen geschweißten Stahlhalterungen aus. Um Stellplatz zu sparen, waren die Tragflächen abnehmbar ausgeführt. Gebaut wurde die Dingbat in Teddington (Middlesex) und kostete lediglich 200 £. Nach dem Erstflug im Juni 1938 mit dem Luftfahrzeugkennzeichen G-AFJA, kündigten die beiden Erbauer an, die Maschine für 300 £ auf dem Markt anbieten zu wollen. Am 14. Mai 1939 gehörte zu den Ausstellungsstücken der Royal Aeronautical Society Garden Party auch die Dingbat, danach wurde sie in einer Garage in Twickenham abgestellt, wo sie bis nach dem Zweiten Weltkrieg verblieb.
Im Mai 1948 wurde das Flugzeug für 50 £ verkauft und zuerst zum Elstree Aerodrome nach Hertfordshire und Anfang 1950 nach Redhill überführt. Nach einigen Eignerwechseln fand 1958 in Hornchurch der erste Flug nach dem Krieg statt. 1975 wurde sie bei einem Unfall stark beschädigt, danach jedoch wieder aufgebaut. 2010 war das Flugzeug noch mit seinem Originalkennzeichen zugelassen.

## Konstruktion
Die Tragflächen, der als Tiefdecker ausgeführten Dingbat besaßen einen Rechteckgrundriss mit einem Clark YH-Profil. Die Struktur der sperrholzbeplankten Tragflächen bestand aus zwei Kastenholmen. Die nur nach oben beweglichen Querruder reichten über die gesamten Außenflügel. Für die Motorkühlung waren zwei Kühler vorgesehen: einer im Bug und ein zweiter unter der Hinterkante der linken Tragfläche.

## Technische Daten
| Kenngröße            | Daten                                                                         |
| -------------------- | ----------------------------------------------------------------------------- |
| Besatzung            | 1                                                                             |
| Länge                | 4,88 m                                                                        |
| Spannweite           | 8,53 m                                                                        |
| Höhe                 | 1,91 m                                                                        |
| Flügelfläche         | 11,6 m²                                                                       |
| Leermasse            | 209 kg                                                                        |
| Startmasse           | 318 kg                                                                        |
| Reisegeschwindigkeit | 129 km/h                                                                      |
| Reichweite           | 322 km                                                                        |
| Triebwerke           | 1 × Carden Ford wassergekühlter Vierzylinder-Automobilmotor mit 30 PS (22 kW) |